# Ханс Бьолсен
Ханс Бьолсен (на немски: Hans Boelsen) е немски офицер, служил по време на Първата и Втората световна война.

## Биография

#### Ранен живот и Първа световна война (1914 – 1918)
Ханс Бьолсен е роден на 6 март 1894 г. в Емден, Германия. През 1914 г., след началото на Първата световна война, се записва в армията като доброволец. В край на годината е зачислен към 180-и пехотен полк с чин офицерски кандидат. През следващата година е издигнат в чин втори лейтенант от пехотата. Между 1915 и 1917 година служи като командир на взвод в пехотни и картечни роти. След това заема постовете адютант на батальон, заместник адютант на рота и към края на войната става част от щаба на 242-ра пехотна дивизия.

##### Междувоенен период
През 1919 г. е освободен от военна служба и получава почетно повишение в чин първи лейтенант. Между двете войни изучава право и защитава два доктората, политически науки през 1923 г. и право през 1928 г.

#### Втора световна война (1939 – 1945)
През 1934 г. се присъединява отново към армията с чин капитан. Първото му назначение е като командир на рота. През 1937 г. е прехвърлен в щаба на 33-та пехотна дивизия, а между 1938 и 1939 г. ръководи курсове по тактика, като инструктор, в пехотните училища в Потсдам и Дьобериц. Преди и по време, 1939 – 1940 г., на битката за Франция служи като втори заместник от 22-ри корпус (преди това танкова група „фон Клайст“). След това заема същия пост в 1-ва танкова армия, с която участва в бойните действия на Балканите
През май 1941 г. поема командването на 2-ра рота от 111-и стрелкови полк. Тежко ранен е на петия ден след началото на операция „Барбароса“ и се завръща през юли същата година като командир на 160-и батальон (мот.). През декември се разболява и се завръща на служба след четири месеца. Прекарва повече от година в пехотното училище в Дьобериц. През 1943 г. се завръща на фронта като ръководи 111-и танково-гренадирски полк. В края на годината преминава кратък курс за обучение на дивизионни командири, след което заема длъжността действащ командир на различни формирования. На 5 март 1944 г. 29-а танково-гренадирска дивизия, между април и май на 26-а танкова дивизия, между май и юни на 114-а йегер дивизия, а между юли и август 1944 г. отново на 26-а танкова дивизия.
Между 10 септември 1944 и февруари 1945 г. заема поста командир на 18-а танково-гренадирска дивизия, а през март на 172-ра дивизия от резерва. На 29 март 1945 г. е пленен от западните Съюзници.

##### Години след войната
След войната към Бьолсен не са повдигани обвинения за извършени военни престъпления и е освободен през 1947 г. Умира на 24 октомври 1960 г. във Франкфурт на Майн, Германия.

## Военна декорация
| - Германски орден „Железен кръст“ (1914) – II (11 април 1915) и I степен (18 август 1917) - Германска „Значка за раняване“ (1914) – черна (6 юни 1918) - Орден „Кръст на честта“ (8 февруари 1935) - Германски орден „Железен кръст“ (1939, повторно) – II (20 май 1939) и I степен (28 юни 1940) - Германска „Значка за раняване“ (1939, повторно) – сребърна (10 септември 1941) | - Германска „Пехотна щурмова значка“ (1941) – сребърна (18 октомври 1941) - Германски медал „За зимна кампания на изтока 1941/42 г.“ - Орден „Германски кръст“ (1941) – златен (17 ноември 1941) - Орден „Кръст на честта“ (18 август 1943, повторно) - Рицарски кръст (17 септември 1943) |